# 烏口骨

鳥類の胸部と前肢の骨格の図説"coracoid" が烏口骨。

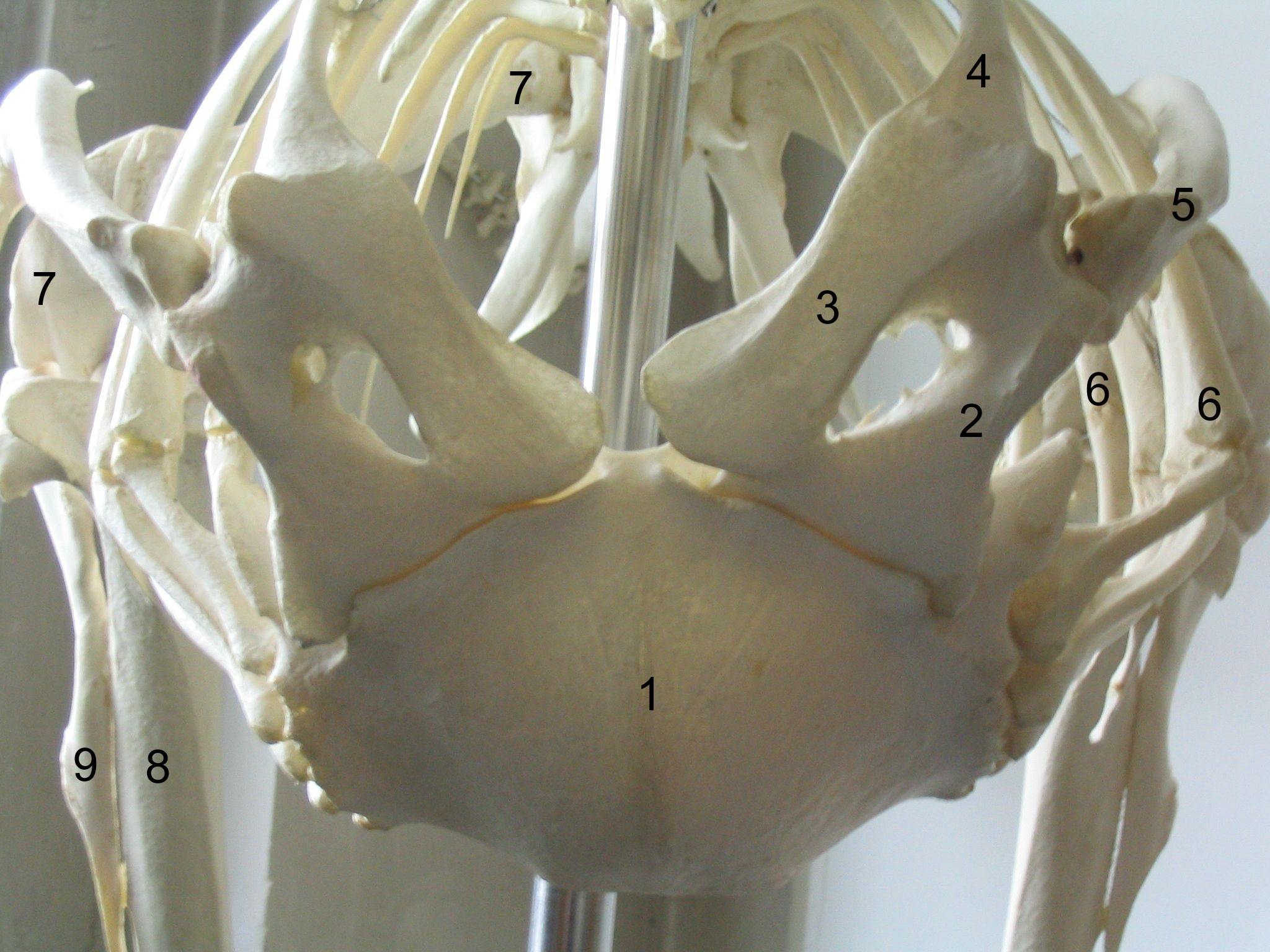
ダチョウの肩帯図中の2が烏口骨（前烏口骨）。

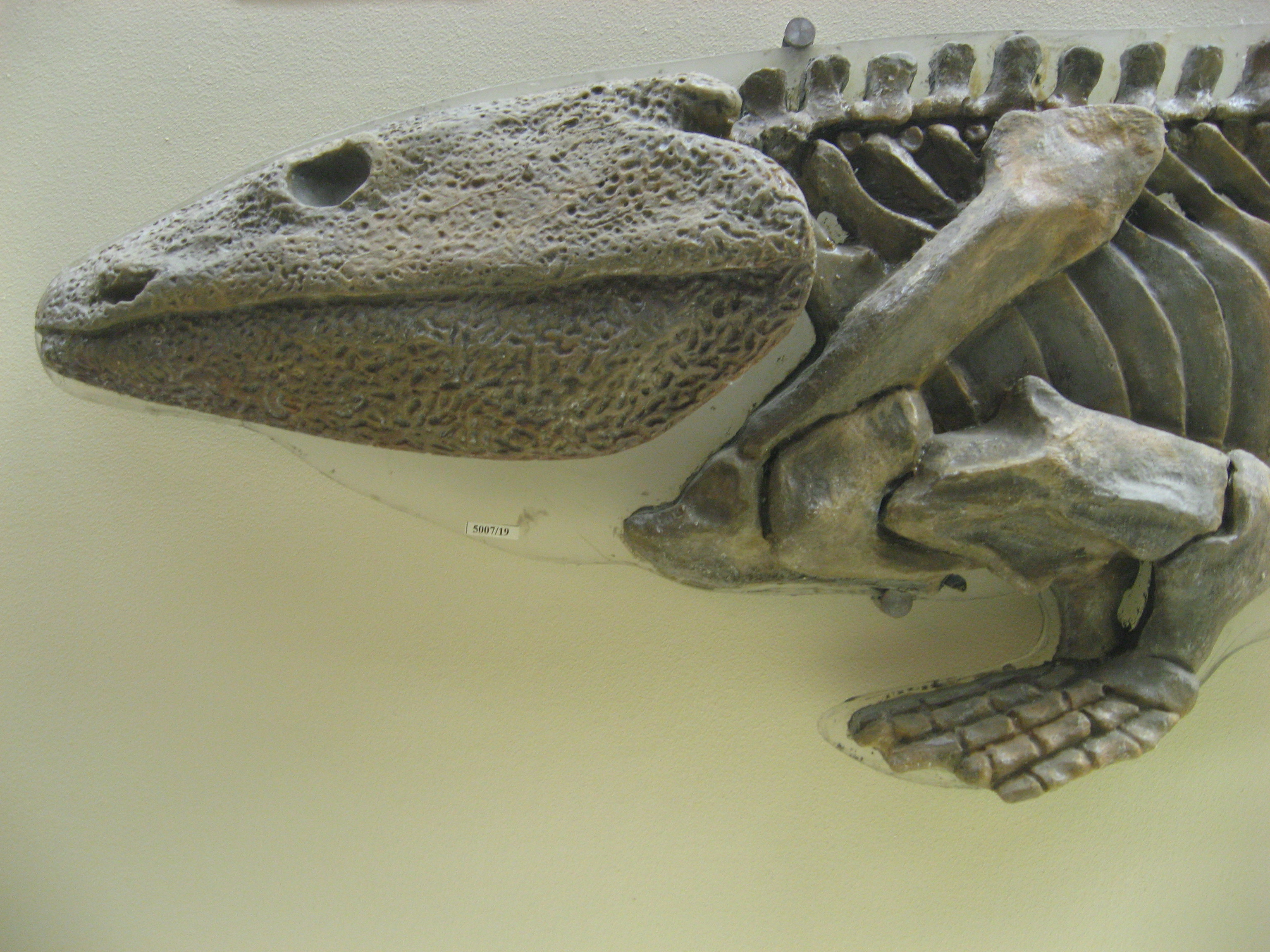
イクチオステガの骨格化石anterior coracoid と posterior coracoid を既に具えているが、それは武骨とでも言うべき頑丈な骨である。

鳥類の全身骨格図"4" が烏口骨。

烏口骨（うこうこつ、国際共通語・英語: coracoid ）は、四肢動物の肩帯を構成する骨の一つである。烏喙骨（うかいこつ）、烏啄骨（うたくこつ）ともいう。
魚類と両生類に原始的形質の「前烏口骨」が見られ、それより進化的なグループである爬形類の中では爬虫綱動物（鳥類を含む広義の爬虫類）でよく発達して真正の「烏口骨」となったが、単弓綱動物（哺乳類を含む進化系統群）の現生グループでは退化している。

## 進化
のちに烏口骨となる骨は、やがて陸上に進出し得る四肢動物へと進化することになる系統の魚類の段階では "scapulocoracoid（語意: 肩-烏口骨）" と称される胸鰭基部に存在する重要な骨の一つであった。陸上へ進出しない系統の魚類では、それは比較的小さな骨でしかないが、魚類が陸上へ進出するためには、右列に画像で示したイクチオステガのそれのように、頑丈な造りに変化させる必要があった。
そのような魚類から両生類への進化が起こった際、肩甲骨の腹側に化骨中心が形成され、肩甲骨と新たに形成された骨との交点に上腕骨との関節窩 (Glenoid cavity) が形成されるようになった。
爬虫類になるとその骨の後方にさらに化骨中心が形成され、肩帯の構成要素の一つとなる。広義にはこの2つの骨をまとめて「烏口骨」といい、それぞれの骨は、国際共通語および英語で、前 (anterior) を "anterior coracoid" 、後ろ (posterior) を "posterior coracoid" と呼び分ける。ただし、狭義には「烏口骨」と呼ばれるのは爬虫類になって付加された後部の骨だけで、前部の骨は「前烏口骨（ぜんうこうこつ、procoracoid）と呼ばれて区別される。

## 前烏口骨
両生類で現れた広義の「烏口骨」は、肩帯の腹側成分として機能していた。この骨は、後発する系統群である爬虫類（鳥類も含む進化系統）や単弓類（哺乳類を含む進化系統）から見れば「前烏口骨（ぜんうこうこつ、precoracoid ）」である。
爬形類が進化してくると、狭義の「烏口骨」、換言すれば、原始的でない真正の「烏口骨」が現れた。要するに、爬形類の進化段階で procoracoid（前方の烏口骨）と coracoid（烏口骨）が出現し、多くの子孫グループはこれを維持し続けている。
爬形類のうち、爬虫綱動物と呼ばれる一大グループは、真正の「烏口骨」を発達させる方向へ進み、爬虫類と呼ばれるグループも、鳥類と呼ばれるグループ（爬虫類の一種である恐竜からの派生グループでありながら、便宜上で別系統のような扱いをされている爬虫類系統の一分類群。）も、この傾向を具えている。
一方、爬虫綱動物と同じく爬形類から進化した別の一大グループ、哺乳類を含む進化系統群である単弓類の場合、いったん獲得した真正の「烏口骨」を進化経緯上のほとんどの時代をよく発達させたまま維持していたが、現生グループの二大勢力である後獣類（有袋類を含む）と真獣類（有胎盤類を含む）が含まれる全獣類のグループが進化してきた段階で退化の方向性を示し、全獣類の生き残りである現生哺乳類では（原始的形質を有する原獣類〈単孔類/カモノハシ目〉を例外とするものの）明らかに退化してしまっている。
我々（人類）を含む哺乳類が包括されるグループである単弓類から見た場合、爬虫類のグループ（鳥類を含む）が有する真正の「烏口骨」は、「前烏口骨」ということになる。

## 烏口突起

ヒトの肩甲骨の図説赤色で示されている骨が烏口突起であり、烏口骨が肩甲骨と癒合した姿である。

退化した状態になった烏口骨を指して、国際共通語および英語では "coracoid process" または "acrocoracoid process" といい、現代日本語では「烏口突起」という。これらの用語はいずれも「鳥口骨状の突起」という語意を持つ。
先述したように、カモノハシ目は原始的形質を多分に有しており、前烏口骨・烏口骨ともに残存している。カモノハシの肩帯を構成する骨は、肩甲骨・前烏口骨・烏口骨・鎖骨・間鎖骨の5種類を維持している。
しかし、ヒトを含む真獣類では退化しており、肩帯は肩甲骨・鎖骨の2種類の骨だけで構成されている。これは、間鎖骨と前烏口骨は消失し、烏口骨が肩甲骨と癒合して烏口突起に変化したことによる。

## 名称

### 日本語
日本語における名称の変遷についてであるが、江戸時代後期の蘭学者・杉田玄白 (1733-1817) が和製漢語「烏喙（うかい）」を考案したのが最初である。玄白は、オランダ語の "raavendeks" を漢訳して「カラス（烏、鴉）」の「くちばし（嘴、喙、觜）」を意味する「烏喙」という名称を造語した。
玄白がいた当時は「喙」という漢字が一般的であったが、時代が進むに連れてこの字は徐々に用いられなくなっていった。昭和時代に入ると、作家として名を馳せた「石川啄木」の影響もあり、「喙」の字を「啄」と取り違えるケースが多くなり、本来「烏喙骨（うかいこつ）」と呼ぶべきところを「烏啄骨（うたくこつ）」と呼ぶことが増えてしまった。あまりにもその流れが強く、専門家としても「合わせるもやむなし」という状況に変わってしまったことから、1941年（昭和16年）、日本解剖学会の用語委員会は日本語正式名称を「烏喙骨（うかいこつ）」から「烏啄骨（うたくこつ）」に改定した。それ以降しばらくの間は「烏啄骨」の語が用いられていた。
第二次世界大戦後になると、日本語における漢字簡略化の動きがあり、用語委員会はこれを受けて「喙」を用字から除外し、旧来の「烏喙骨」および「烏啄骨」に換わる新語として "coracoid" に相当する「烏口骨」と "coracoid process" "acrocoracoid process" に相当する「烏口突起」を考案し、正式名称に採用した。

### 中国語
中国語における用語は、和製漢語「烏喙骨」から借用語として移入した「鳥喙骨（簡体字: 鸟喙骨）」が "coracoid" の対訳として定着しているが、どういったわけか、用字は「烏/乌（からす）」ならぬ「鳥/鸟（とり）」である。また、国際共通語の "acrocoracoid process" および日本語の「烏口突起」の対訳には「鳥喙骨突（簡体字: 鸟喙骨突）」が相当する。